# Ashley Westwood
Ashley Roy Westwood, född 1 april 1990, är en engelsk fotbollsspelare som spelar som mittfältare för Charlotte FC.

## Karriär
Den 7 januari 2023 värvades Westwood av Major League Soccer-klubben Charlotte FC, där han skrev på ett tvåårskontrakt med option på ytterligare ett år.